# Saint-Maurice-Saint-Germain
Saint-Maurice-Saint-Germain é uma comuna francesa na região administrativa do Centro, no departamento Eure-et-Loir. Estende-se por uma área de 12,31 km². Em 2010 a comuna tinha 484 habitantes (densidade: 39,3 hab./km²).